# Federico Enrique Bruno Christmann
Federico Enrique Bruno Christmann (La Plata, 30 de diciembre de 1898 - 18 de abril de 1987) fue un destacado médico cirujano, académico y ensayista argentino del siglo XX.

## Biografía
Federico Enrique Bruno Christmann nació el 30 de diciembre de 1898 en La Plata, provincia de Buenos Aires, hijo de Enrique F. Christmann y Adela Hartkopf.
En 1917 ingresó a la Universidad Nacional de La Plata (UNLP), recibiéndose de médico en 1923.
Fue asistente en las cátedras de Anatomía en la UNLP (1924) y de la Facultad de Medicina de la Universidad de Buenos Aires (1927).
El 3 de septiembre de 1927 casó con Petra Margarita de Lázaro con quien tuvo dos hijas Elsa Margarita y Nelly Christmann.
Desde ese último año trabajó como médico residente en el Hospital Rawson hasta que en 1930 pasó al Hospital Policlínico de La Plata, donde en 1938 fue designado jefe de cirugía. 
Cultor de la simplificación y estandarización en la técnica quirúrgica solía afirmar que «para ser un buen cirujano había que ser un buen carpintero».
Entre 1932 y 1939 fue también médico del Hospital Italiano. Entre 1929 y 1934 fue profesor de cirugía clínica en la UNLP. Fue Presidente de la Comisión de Investigación Científica de la Universidad. Siguió vinculado a la actividad académica de la casa de estudios platense de la que ejercería el decanato en 1960. Era considerado un excelente profesor y «paradigma de vida, conducta y virtudes». Fue de hecho una de las principales influencias en la carrera del famoso cardiocirujano René Favaloro.
Christmann fue miembro del Instituto Médico Platense desde 1939, vicepresidente del VII Congreso Nacional de Medicina y presidente de la sección Cirugía (1942). Fue vicepresidente de la Sociedad Médica de La Plata en 1929, 1947, 1954 y 1964, secretario en 1930 y la presidió en los períodos 1931, 1942, 1943 y 1948. Fue también miembro de la Sociedad Médica de La Plata, de la Sociedad de Cirugía de Buenos Aires, de la Academia Nacional de Medicina y presidente de la Asociación Argentina de Cirugía.
En 1929 escribió en colaboración con Carlos E. Ottolenghi, Juan Manuel Raffo y Gunther von Grolman el libro Técnica quirúrgica. Ese manual alcanzaría gran difusión al punto que se afirmaría que «de los médicos graduados en las universidades argentinas hacia la mitad de este siglo en adelante, pocos habrá que no hayan estudiado o no conocieran el texto Técnica quirúrgica, del profesor Federico E. Christmann.»
Entre 1939 y 1943 escribió en 6 volúmenes sus Archivos de Clínica Quirúrgica, obra «que tuvo preferencia similar en el ámbito universitario»., y en 1942 publicó con Gregorio Aranés su libro Temas de cirugía de urgencia.
Sus investigaciones acerca de la salud del general José de San Martín se vieron reflejadas en los principales trabajos en la materia: San Martín desde el punto de vista médico (1950) y el artículo La salud de San Martín y la medicina de su época (1976).
En 1979 escribió El vasco Gorostiague, biografía del doctor Santiago Gorostiague, rector de la UNLP, y en 1982 sus Vivencias y testimonios (de mis últimos 80 años).
Escribió numerosos artículos relacionados directa o indirectamente con su profesión entre los que se recuerda Patología de la mufa, publicado en El Día Médico, ensayo sobre la "Mufa" a partor del tango de César Tiempo Nadie puede.
Falleció el 18 de abril de 1987 en su ciudad natal.
En 1949 fundó la "Fundación Christmann", que solía reunirse en la nueva casa de su amigo el doctor Pedro Domingo Curutchet. La fama de esa casa, la Casa Curutchet, considerada una de las principales obras del arquitecto Le Corbusier, trascendería la de la misma fundación, responsable por otra parte años después de su recuperación tras décadas de abandono.